# Indicatif régional 502

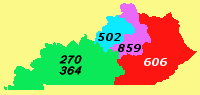
Carte de l'État du Kentucky avec les territoires de ses indicatifs régionaux. L'indicatif régional 502 est en turquoise.

L'indicatif régional 502 est l'un des indicatifs téléphoniques régionaux de l'État du Kentucky aux États-Unis. Cet indicatif couvre un territoire situé au centre-nord de l'État. L'indicatif dessert principalement la ville de Louisville, ses banlieues, et Frankfort, la capitale de l'État.
La carte ci-contre indique en turquoise le territoire couvert par l'indicatif 502.
L'indicatif régional 502 fait partie du Plan de numérotation nord-américain.

## Contés desservis par l'indicatif
- Comté d’Anderson
- Comté de Bullitt
- Comté de Carroll
- Comté de Franklin
- Comté de Henry
- Comté de Jefferson
- Comté de Nelson
- Comté d’Oldham
- Comté d’Owen
- Comté de Scott
- Comté de Shelby
- Comté de Spencer
- Comté de Trimble

## Principales villes desservies par l'indicatif
- Louisville
- Frankfort
- Georgetown
- Shelbyville
- Bardstown

## Source
- (en) Cet article est partiellement ou en totalité issu de l’article de Wikipédia en anglais intitulé « Area code 502 » (voir la liste des auteurs).